# 626 TCN
626 TCN là một năm trong lịch La Mã.